# テオドシウス1世
テオドシウス1世（ラテン語: Theodosius I, 347年1月11日 - 395年1月17日）は、古代ローマ帝国の皇帝（在位：379年 - 395年）。フラウィウス・テオドシウス・アウグストゥス（ラテン語: Flavius Theodosius Augustus）、テオドシウス大帝（ラテン語: Theodosius Magnus）とも呼ばれる。
コンスタンティヌス1世以来、初めてコンスタンティノポリスに常住した皇帝である。わずか4ヶ月ではあったが、東西に分裂していたローマ帝国を実質的に1人で支配した最後の皇帝となった。

## 生涯
347年、ローマ帝国の上級将校だった大テオドシウスの子としてカウカ（現在のスペインのカスティーリャ・イ・レオン州セゴビア県コカ）に生まれた。
368年にブリタンニアで発生した軍の反乱の鎮圧のために現地に赴いた父に同行し、374年にはモエシア（ドナウ川下流の属州）の軍司令官になった。
しかし、376年に反乱の疑いをかけられた父が処刑されると、テオドシウスは軍を退役し、生まれ故郷のカウカに退いた。
364年から375年にかけて帝国は、西帝ウァレンティニアヌス1世と東帝ウァレンスという兄弟2人の共同皇帝によって統治されていた。その後、375年にウァレンティアヌス1世が死去すると、その息子たち（ウァレンティニアヌス2世とグラティアヌス）が西方の統治者として跡を継いだ。378年、ウァレンスがハドリアノポリスの戦いで死んだ後、テオドシウスはグラティアヌスから東方の共同皇帝に任命された。

### ゴート族への方針
東方はテオドシウス1世の統治下、比較的安定していた。しかしハドリアノポリスの戦いの後、バルカン地域に定住したゴート族とその他の北方蛮族の対策に終始忙殺されていた。ハドリアノポリスの戦いとその後のゴート族の侵入の影響は甚大で、当時テオドシウス1世と共同皇帝であったグラティアヌスが自身の属州であったイリリアの統治を放棄し、ガリアのトリアーに退いてしまうほどであった。ハドリアノポリスの戦いの後のローマ軍の最大の弱点は、主に、蛮族と戦うための傭兵として蛮族を雇っていたことであった。テオドシウス1世は東方全土に布告を出して退役兵などを強制召集し、事態を打開しようとした。さらにドナウ南岸に暮らす人々を徴兵してゴート族掃討にあて、目覚しい戦果を挙げた。
だが、379年にサーサーン朝のシャープール2世が死去すると、その後継者争いの影響で帝国東方に不穏な雲が立ち込めた。そのため、これ以上のゴート族との戦闘は不可能と考えたテオドシウス1世は、ゴート族にトラキア北部への移住を同年に認めた。ただし、それまでの移住と異なり、ゴート族は同盟者 (ラテン語: fodus) として移住したため、帝国への納税義務はなかった。
これにより、ドナウ川河畔は一時的に安定したが、帝国の蛮族化が急速に進んだ。また、一時は成功したかのように思われた蛮族移住政策も、テオドシウス1世の死後、395年に西ゴート族の族長アラリック1世の反乱によって破綻した。

### キリスト教の保護者

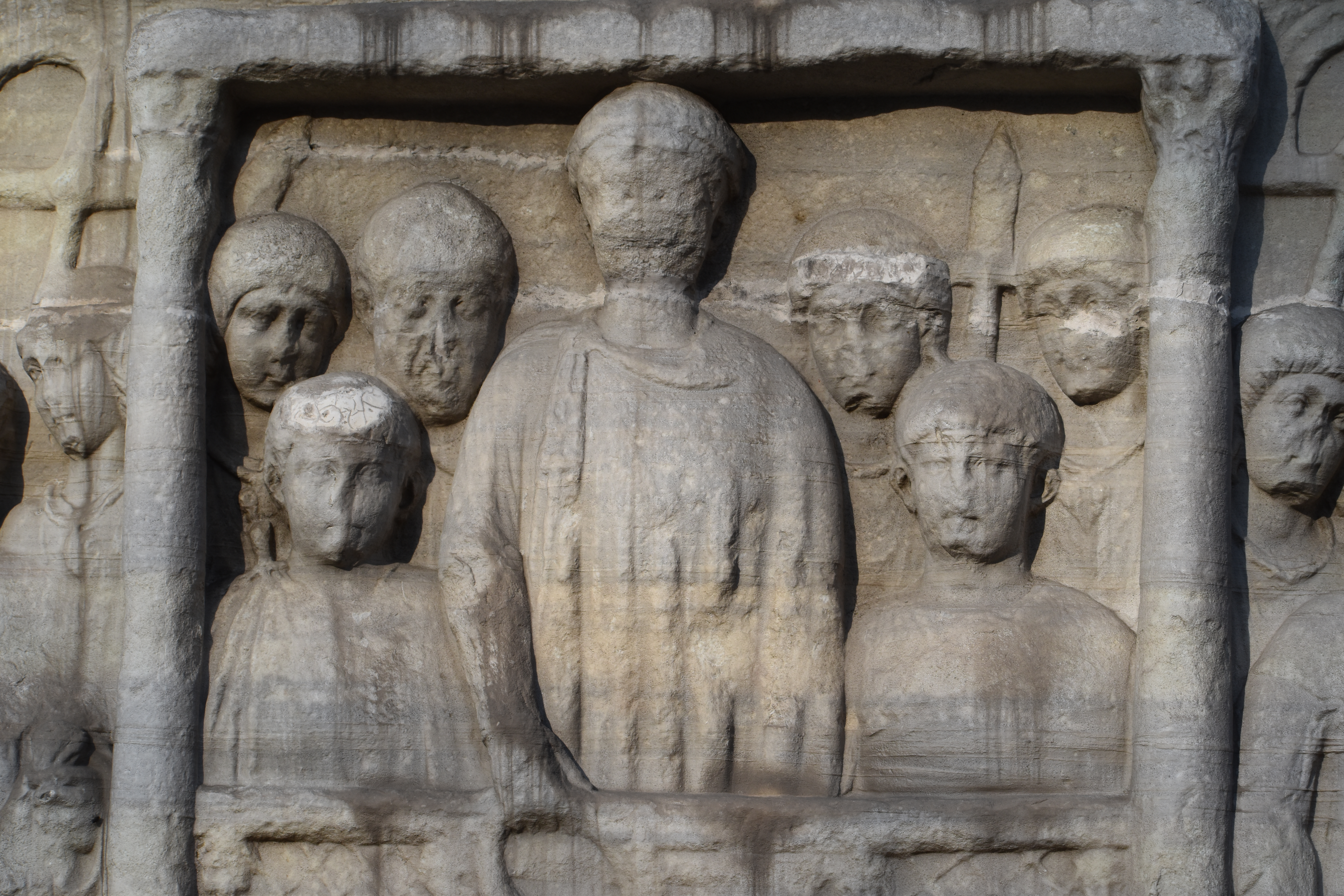
勝利の月桂冠を勝者に与えるテオドシウス1世を描いたコンスタンティノポリス競馬場のオベリスクの台座に刻まれたレリーフ（イスタンブール）

390年、コンスタンティノポリスの競馬場（大戦車場）に、戦勝祈念としてアエギュプトゥスのカルナック神殿からヘーリオスのオベリスクを運んだ。このオベリスクの台座の白い大理石面に刻まれた皇帝一家の浅彫りは、旧来のローマ・ギリシア的自然主義美術ではなく、キリスト教的抽象的美術に基づいて刻まれている。皇帝一家と貴族や民衆の間に歴然とした壁が存在していたことを、この彫刻からは読み取ることができる。彼らの顔は順序や秩序で構成されている。これは、芸術の分野でもキリスト教の侵出が目立ち始めていたことを如実に物語っている。

### キリスト教の国教化
4世紀、帝国の使徒教会はイエス・キリストの三位一体性をめぐって分裂していた。325年に開かれたニケーア公会議では、三位一体性を認めるアタナシウス派が正統と認められ、三位一体性を認めないアリウス派を異端とした、ニカイア信条が採択された。
だが、異端とされてもアリウス派の布教の勢いは収まらず、東方域では三位一体派よりもアリウス派のほうが普及していた。また、帝国各地には三位一体派と一線を画す様々なキリスト教の宗派が生まれていた。また、皇帝側の動きも定まったものではなく、アリウス派の影響力が強かった主因として挙げられるのが、当地を統治した皇帝にアリウス派の信徒がいたからである。コンスタンティウス2世や、テオドシウス1世の前の東方皇帝ウァレンスはアリウス派の信徒であった。熱狂的なアリウス派の信徒であったウァレンスがハドリアノポリスの戦いで不名誉な死を遂げた時、三位一体派はこれを歓喜で迎えたほどであった。
テオドシウス1世は379年冬に大病を患っていたときに三位一体派のテッサロニキ主教（司教）アコリウスから洗礼を受けたため、ニカイア信条に忠実であった。380年11月24日、テオドシウス1世は三位一体派ではなかったコンスタンティノポリス大主教デモフィリスを追放し、三位一体派のナジアンゾスのグレゴリオスを後任とした。
これに先立つ380年2月28日には、テオドシウス1世とグラティアヌス、ウァレンティアヌスの3人の東西皇帝は、「使徒ペトロがローマ人にもたらし、ローマ教皇ダマスス1世とアレクサンドリア総主教ペトロス2世が支持する三位一体性を信仰すべきであり、三位一体性を信仰しない者は、異端と認定し罰する」という「テッサロニキ勅令」を発した。当時のローマ教皇とアレクサンドリア総主教は三位一体派であったため、この勅令が三位一体派の保護と非三位一体派の排斥が目的であることがよくわかる。事実、アリウス派だけではなく、マケドニア人の小さな教派も弾圧されていた。

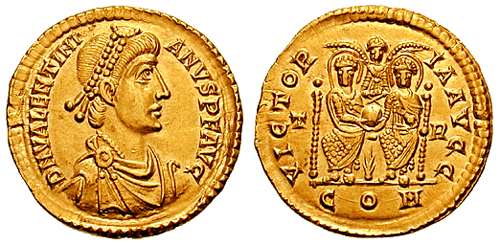
ウァレンティニアヌス2世の下で鋳造された硬貨の裏に刻印されたウァレンティニアヌス2世とテオドシウス1世の後ろに、キリスト教の聖人を表す光輪がある

この「テッサロニキ勅令」は「ミラノ勅令」以下コンスタンティヌス1世の下に定められたキリスト教会の準公的な位置づけを無視する部分もあった。その最たるものは、異教の寺院であっても、公共建築として活用できるのであるならば、保護する事を命じた部分であった。だが、後に「テオドシウス勅令」と呼ばれることになる一連の勅令では、次第に異教に対する風当たりを強くする内容が多々あった。
379年、テオドシウス1世はキリスト教以外の宗教の祭日がキリスト教における平日に行なわれていると罵倒し始めた。381年になると、テオドシウス1世は非キリスト教の神に捧げる犠牲を禁じ、｢誰も、聖域に行くことはなく、寺院を歩いて通り抜け、人の労働で作成された像を見てはならない」と定めた。
当時流行していたミトラ教の集会場として使用されていたカタコンベを破壊、その上に教会を建てようとしていたアレクサンドリア司教テオフィロスの要求に応じたように、テオドシウスは三位一体派の異教や異端に対する攻撃を支持した。これと同様な運命をたどったカタコンベの中には、現在では5世紀のカトリックの基礎を形作ったものも多数ある。
このような出来事は、三位一体派の司教とその信者の行為に多大な影響を与えた。
また、381年に出された勅令の最も重要なものに、女祭司制度の廃止がある。公式に廃止を命じたわけではないが、これ以降今まで国庫から賄ってきた女祭司の費用を賄わないというものであった。これとともに、ローマ建国以来フォロ・ロマーノにあり、女祭司が常に絶やさないできた「聖なる火」も消えてしまうことになった。
384年、元老院議員シュンマクスは、グラティアヌスの統治下で撤去された元老院議事堂前にあった勝利の女神像を戻すように訴えたが、テオドシウス1世はこれを拒否。逆に388年にはテオドシウス1世は元老院に対し古代ローマの伝統宗教の廃絶を求める決議を提起。元老院側はほぼ全会一致で賛成した。これにより、キリスト教（三位一体派）は事実上、帝国の国教となった。
392年にキリスト教を東ローマ帝国の国教に定め、後に西ローマ帝国においても同様にした。393年、テオドシウス1世は既に衰退しつつあった古代オリンピックを廃止。同時に、オリンピックの開催年を1周期にしたオリンピアードも廃止した。
これらのテオドシウス勅令は、テオドシウス1世自身が考えたものではなく、メディオラーヌム主教（司教）で三位一体派であったアンブロジウスの影響が強く現れていた。テオドシウス1世自身敬虔なキリスト教徒であったかどうかは非常に疑わしく、彼が洗礼した理由も、今まで病気知らずであったのに大病を患ったために気弱になっていた折、藁にもすがる気持ちで助けを求めたのではないだろうかという推測もある。しかし、キリスト教の下では相手がたとえ皇帝であろうとも、主教（司教）の命令には信者は従わなくてはならないという規則がある。アンブロジウスはこれをテオドシウス1世を御するための手段とした。
390年、テッサロニキのキリスト教徒が暴徒化し、行政長官らを多数殺害する事件が発生した。これに対しテオドシウス1世は軍を派遣。住民を多数殺害させて暴徒を鎮圧した（テッサロニカの虐殺）。これに激怒したアンブロジウスは報復が過剰であったと抗議し、さらにテオドシウス1世を公式な謝罪があるまで破門に処すと訴えた。テオドシウス1世は破門の処分を受けても約8ヶ月間は抵抗したが、ついに屈し、司教の足元に許しを請うた。

### 帝国内戦

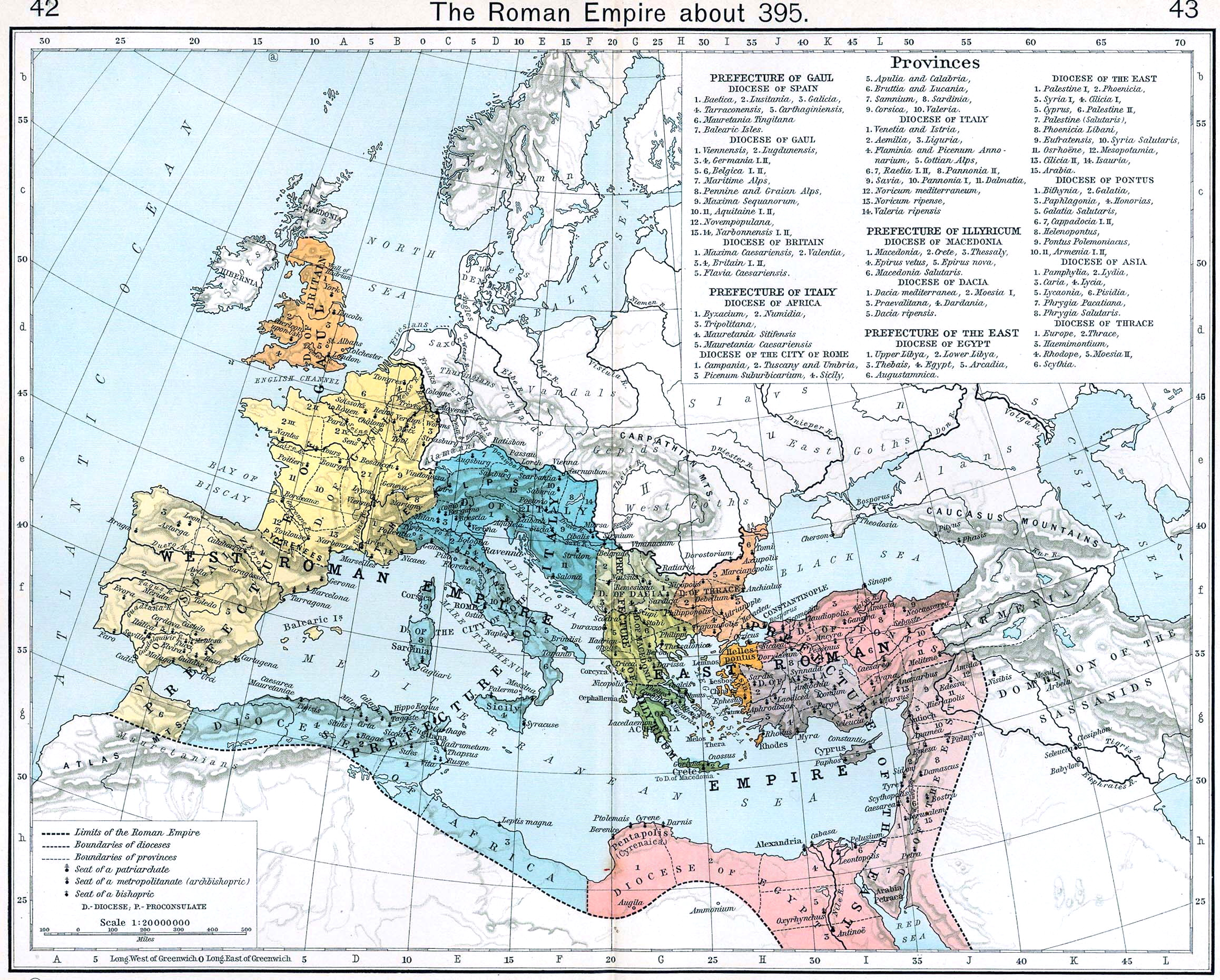
テオドシウス1世の死直後（395年）のローマ帝国の行政区画

383年、西方正帝の一人グラティアヌスがブリタンニア軍司令官マクシムスによる反乱で殺され、マクシムスがブリタンニアのローマ軍団によって皇帝に推戴された。マクシムスは翌384年には東方正帝テオドシウスからも共同皇帝として承認され、もう一人の西方正帝ウァレンティニアヌス2世が統治していたイタリア半島を除いた西方の支配者となった。しかしまもなくマクシムスとウァレンティニアヌス2世は対立し、387年にマクシムスはイタリアに軍を進め、ウァレンティニアヌス2世はテッサロニキへ逃亡した。テオドシウス1世はウァレンティニアヌス2世を支持してマクシムスを攻撃し（サヴァ川の戦い）、翌388年8月28日にマクシムスとその子で共同皇帝でもあったウィクトルを処刑して、ウァレンティニアヌス2世を西方の首都メディオラーヌムの宮廷に復帰させた。テオドシウス1世はウァレンティニアヌス2世の後見人としてメディオラーヌムに留まり、西方の主要な行政官をテオドシウス1世の息のかかった人物へと次々に入れ替えていった。テオドシウス1世はメディオラーヌムの宮廷が自らの支持者で満たされたのを確認した後、391年にコンスタンティノポリスの宮廷へと帰還した。
392年のウァレンティニアヌス2世の死後、フランク族出身の軍司令官アルボガストによって元老院議員のエウゲニウスが西方皇帝に推戴された。エウゲニウスはテオドシウス1世によって弾圧されつつあった古代ローマの伝統宗教を擁護する政策を採り、オリエント化が進む東方を嫌悪していたローマ人から支持を集めた。エウゲニウスが西方で支持を集めるにつれ、テオドシウス1世の西方に対する影響力は弱まっていった。これに対してテオドシウス1世は次男のホノリウスに西方皇帝を名乗らせると394年にイタリアに軍を進め、フリギドゥスの戦いでエウゲニウスらを破ってメディオラーヌムを占領し、ホノリウスをメディオラーヌムの宮廷へ住まわせた。まだローマでは元老院が抵抗を続けていたが、テオドシウス1世は没するまでの4ヶ月間を西帝ホノリウスの後見人としてメディオラーヌムに滞在して元老院に圧力を加え、ローマ帝国の東西を実質的に単独支配した。
395年1月、冬営中のメディオラーヌムにおいて48歳で死去した。死に際してテオドシウス1世は、自らの下で既に正帝を名乗らせていた2人の息子に、それぞれコンスタンティノポリスを首都とする東方とメディオラーヌムを首都とする西方とを分担統治させた。テオドシウス1世の死後、アンブロジウスは弔辞で賛辞を述べた。
アラン・キャメロンは、エウゲニウスらテオドシウス1世の敵対者が着せられた罪状はテオドシウス1世を正当化するために作られたものであったとしている。ユニバーシティ・カレッジ・コークのデイビッド・ウッズは、テオドシウス1世が自身の野心と利益のために引き起こした不要な内戦が帝国の防御能力を著しく弱めたと指摘している。特にフリギドゥスの戦いは西方軍団を崩壊させ、軍団は短期間での大規模な再編成による質の低下を余儀なくされた。次第に西方の人々は、東方世界から来てメディオラーヌムの宮廷に住み着いた西方皇帝よりも、共に西方のために戦うフォエデラティに依存するようになっていき、最終的には西方の地に皇帝は不要であるとの判断を下した。